# Białogard
Białogard (niem. Belgard) – miasto w Polsce, w województwie zachodniopomorskim, siedziba powiatu białogardzkiego oraz gminy wiejskiej Białogard. Dziewiąty ośrodek miejski województwa (pod względem liczby ludności).
Według danych GUS z 30 czerwca 2021 r. Białogard liczył 23 811 mieszkańców i był pod względem liczby ludności dziewiątym miastem w województwie zachodniopomorskim.
Białogard jest ośrodkiem handlowym i ma magazyn zbożowy.

## Położenie
Położone jest na Równinie Białogardzkiej, nad rzeką Parsętą i mniejszą rzeką Liśnicą, ok. 145 km na północny wschód od Szczecina. Według danych z 1 stycznia 2009 powierzchnia miasta wynosi 25,73 km². Miasto stanowi 3% powierzchni powiatu.
Według danych z roku 2002 Białogard posiada:
- użytki rolne: 48%
- użytki leśne: 9%.

## Toponimia
Nazwa notowana była wielokrotnie w czasie średniowiecza. Notuje go w roku 1124 Żywot Ottona, biskupa bamberskiego, jako Belgrod. W kronice Galla Anonima pojawia się jako civitas Albam (aczkolwiek nie można wykluczyć, że kronikarz miał na myśli Białogardę). W innych dokumentach historycznych nazwa notowana jest jako Belegarde (1159, 1176), Belegarda (1194), Belgard (1229). Końcówka -gard jest pozostałością pomorskiej formy będącej odpowiednikiem ogólnopolskiej -gród.
Na polskich mapach przed 1939 – m.in. na mapie wojskowej z 1937 r. – podano polski egzonim Białogród.
Przez krótki okres po II wojnie światowej miasto nosiło nazwę Białogród. Obecna nazwa została wprowadzona rozporządzeniem ministrów Administracji Publicznej i Ziem Odzyskanych z dnia 7 maja 1946 roku.

## Historia
Obszar został włączony do państwa polskiego przez Mieszka I ok. 967 roku. Pierwsze wzmianki historyczne u Galla Anonima – miasto królewskie i znakomite, zwane Białym (łac. Urbus regia et egregia. Alba nomine). Gród został zdobyty dwukrotnie w 1102 i 1107 roku przez Bolesława III Krzywoustego. 2 sierpnia 1299 roku książę Bogusław IV nadał istniejącej już osadzie przywilej lokacyjny według zasad regulowanych przez prawo lubeckie. Na XIV wiek przypada wzrost znaczenia miasta w życiu gospodarczym Pomorza Zachodniego. W roku 1307 nadano miastu prawo składu na wszystkie towary. W roku 1315 książę Warcisław IV przeniósł z Anklam do Białogardu rezydencję książęcą, która istniała tu do 1321. Od roku 1386 Białogard należał do Związku Hanzeatyckiego.
W XV i XVI wieku Białogard dzielił zmienne losy Pomorza Zachodniego, związane z rywalizacją książąt pomorskich z Brandenburgią. W 1469 r. miał miejsce zatarg między Białogardem a Świdwinem, który przeszedł do historii jako tzw. wojna o krowę. Upadek znaczenia miasta związany był z okresem wojny trzydziestoletniej, kiedy to liczba ludności spadła o dwie trzecie, a miasto popadło w długi z powodu konieczności utrzymywania garnizonów wojsk cesarskich i szwedzkich. Od kończącego wojnę pokoju westfalskiego w roku 1648 Białogard wchodził w skład Brandenburgii. Od 1714 roku Białogard był miastem garnizonowym, w 1724 powstał powiat białogardzki, w 1765 zabudowę miasta zniszczył potężny pożar. Od połowy XIX wieku nastąpił rozwój przemysłu, głównie przetwórczego opartego na miejscowych produktach i surowcach rolno-leśnych. W połowie XIX wieku Białogard otrzymał też połączenie kolejowe ze Szczecinem, Koszalinem (1858) i Kołobrzegiem (1859) oraz Szczecinkiem (1878). W 1911 roku uruchomiono dwie linie kolei wąskotorowej: Białogard-Bobolice oraz Białogard-Rarwino (Białogardzka Kolej Dojazdowa).

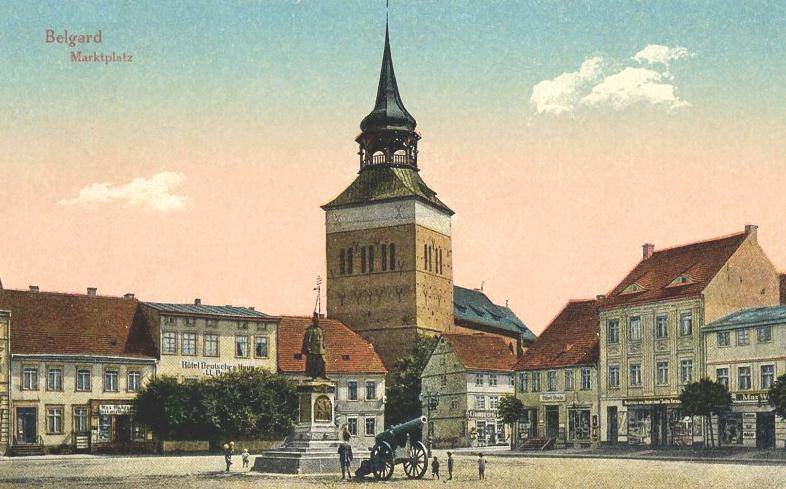
Rynek i kościół NNMP w Białogardzie ok. 1900 r.

W latach 1900–1901 wybudowano nowe koszary (ul. Kołobrzeska). Następne koszary oraz szpital wojskowy powstały w 2. połowie lat 30. XX wieku. W 1939 roku stacjonowały tu pułki zmechanizowane 32 dywizji, której sztab zlokalizowany był w Koszalinie. W okresie II wojny światowej na terenie miasta i w jego okolicach zlokalizowano kilka obozów dla robotników przymusowych i jeńców wojennych. W lutym 1945 r. przez miasto przeszły marsze śmierci jeńców alianckich z obozów jenieckich Stalag XX B i Stalag Luft IV. Białogard został zdobyty 5 marca 1945 roku w wyniku bitwy przez oddziały radzieckie 19 Armii, 1 Armii Pancernej, 2 Samodzielnego Korpusu Kawalerii Gwardii oraz 1 Armii Wojska Polskiego. Dowództwo Armii Czerwonej lokuje w mieście silny garnizon wojsk, który stacjonował tu do 1993.

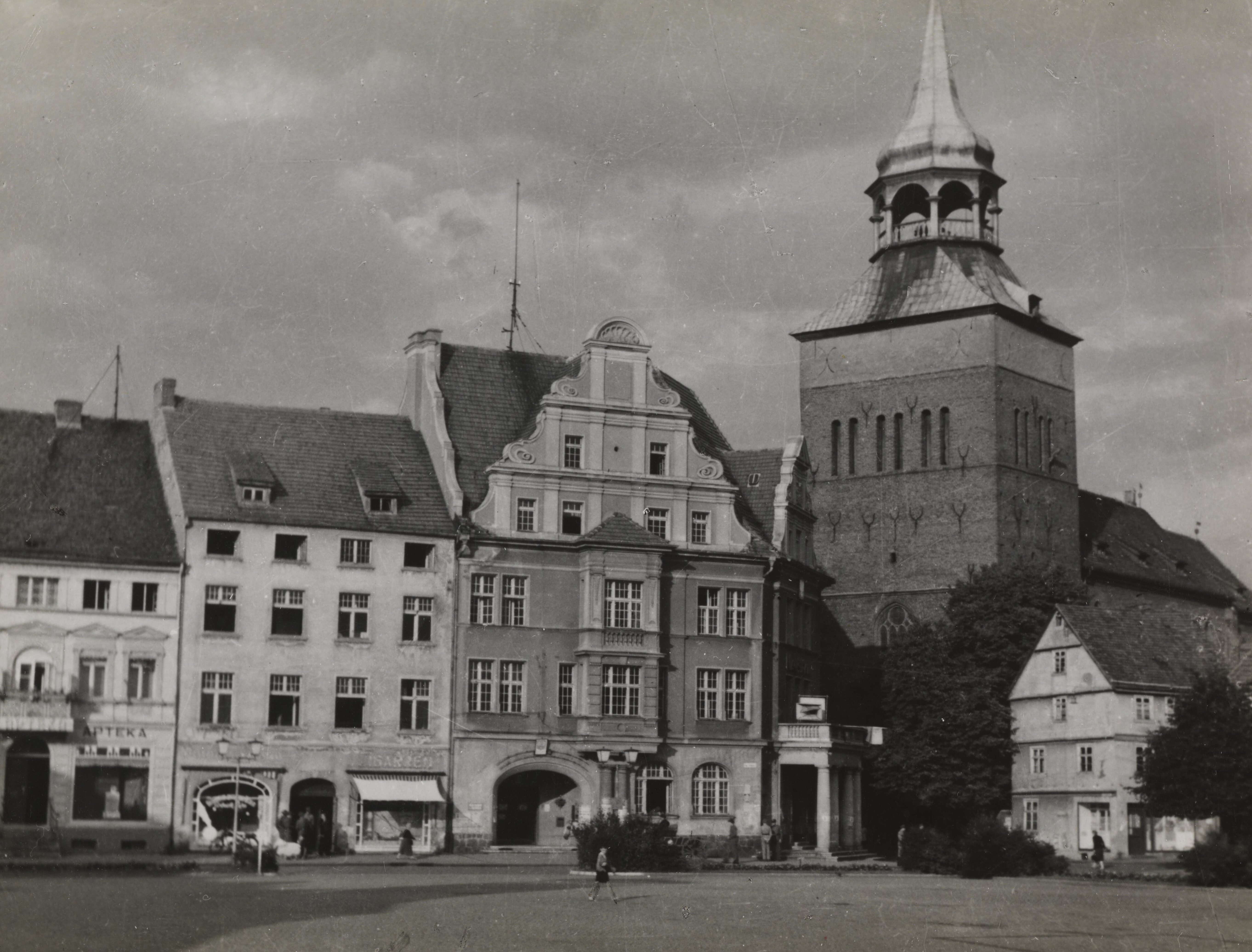
Rynek w 1945

Po wojnie Białogard stał się siedzibą powiatu, obejmującego swoim zasięgiem tereny przedwojennego powiatu białogardzko-świdwińskiego (Kreis Belgard-Schievelbein). W latach 50. i 60. XX wieku, m.in. w następstwie braku ujęcia w tzw. planie 6-letnim, nastąpił regres przemysłu, który rozwijał się tylko przez rozbudowę i modernizację istniejących zakładów. W latach 70. XX wieku Białogard był znaczącym ośrodkiem przemysłu elektronicznego (filia Warszawskich Zakładów Radiowych „Rawar”, przekształcona następnie w nowy zakład „Unitra-Eltra”); pod firmą „Unicon” funkcjonuje do dziś, choć w znacznie ograniczonym zakresie. Jak dawniej zajmuje ciekawe architektonicznie zabudowania po dawnej elektrowni miejskiej między dwiema liniami kolejowymi.
W latach 1954–1972 miasto było siedzibą gromady Białogard, ale nie należało do niej.
W 1961 roku wzniesiono w mieście Pomnik Wdzięczności Armii Czerwonej przy ul. Kopernika.
W okolicy Białogardu, niedaleko wsi Podborsko, znajdowała się jednostka wojskowa Armii Radzieckiej na terenie której przechowywana była broń nuklearna.
Do lat 90. XX w. stacjonowały tu 3 znaczne zgrupowania jednostek Północnej Grupy Wojsk Armii Radzieckiej. Obecnie dawne koszary są wyremontowane i zagospodarowane (mieszkania, szkoły, urzędy, przedsiębiorstwa).

## Zabytki

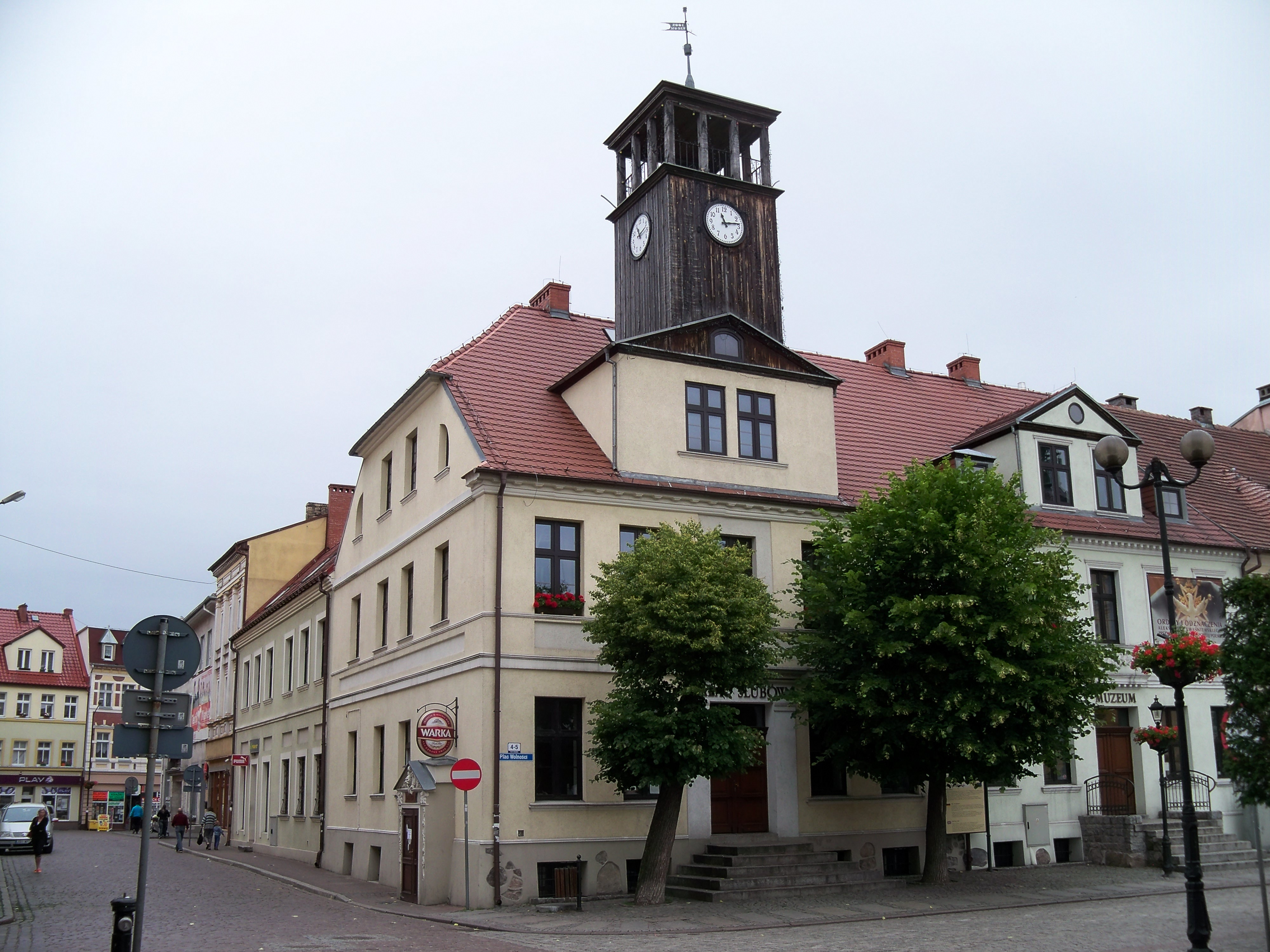
Stary Ratusz

Do wojewódzkiego rejestru zabytków wpisane są:
- śródmieście miasta – stare miasto
- kościół parafialny pw. Narodzenia NMP, gotycki z 1310 r. do XIX wieku, rzymskokatolicki należący do dekanatu Białogard, diecezji koszalińsko-kołobrzeskiej, metropolii szczecińsko-kamieńskiej
- kościół filialny pod wezwaniem św. Jerzego, ul. Świdwińska, wybudowany około XIV wieku na starych fundamentach dawnej pogańskiej świątyni. Pierwotnie była to kaplica i dom trędowatych położony poza murami miasta. Przebudowany w XV/XVI wieku. Murowana, ceglana budowla w układzie wendyjskim z elementami gotyckimi wznosi się na planie prostokąta. Kościół kilkakrotnie był niszczony przez pożary. w roku 1858 przeszedł gruntowny remont, podczas którego został też znacznie przebudowany. Obecny wygląd pochodzi z przełomu XIX i XX wieku. Dzisiaj jest to filiał rzymskokatolicki należący do parafii ewangelicko-augsburskiej Jezusa Dobrego Pasterza w Koszalinie, diecezji pomorsko-wielkopolskiej
- dawny cmentarz ewangelicki, obecnie komunalny wielowyznaniowy, ul. Szpitalna, z XIX w.

- pozostałości murów obronnych, ul. Matejki, z XIV/XV w.
- Brama Wysoka, inaczej Połczyńska, ul. Grottgera; zbudowana łącznie z murami miejskimi w początkach XIV wieku – murowana budowla z cegły, na planie prostokąta stoi na fundamencie kamiennym; ma dwie kondygnacje, w dolnej ostrołukowy przejazd, w górnej ozdobiona trzema dwudzielnymi blendami z okienkami i manswerkowym fryzem, kryta dachem czterospadowym[17]. Fortyfikacja zachowała się jako jedyna z dwóch istniejących dawniej. Do końca XIX wieku służyła jako areszt miejski i mieszkanie dozorcy. Później, od roku użytkowana była przez Muzeum Regionalne. Obecnie jest siedzibą białogardzkich artystów[29]
- piwnice zamku, ul. Płowiecka 3, z XVIII w.
- ratusz, pl. Wolności 5, Rynek, z pierwszej połowy XIX w.
- spichlerz, obecnie magazyn, ul. Piłsudskiego 25, szachulcowo-murowany, z końca XVIII wieku, w połowie XIX wieku budynek przemysłowy
- dom z dwiema oficynami, ul. Najświętszej Marii Panny 3, z 1880
- dom, obecnie bank PKO, pl. Wolności 17, z 1910

inne zabytki:
- cmentarz żydowski

Pomniki i miejsca pamięci narodowej

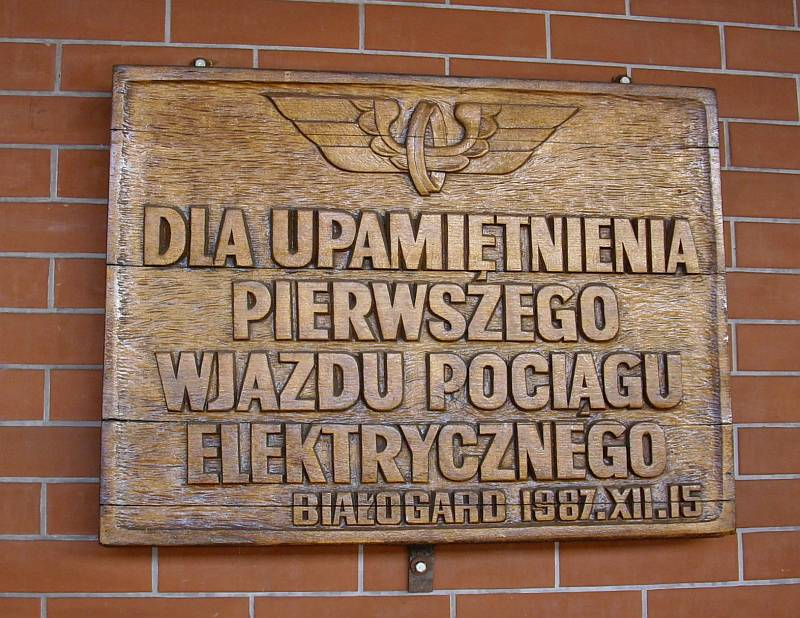
• Tablica upamiętniająca elektryfikację kolei
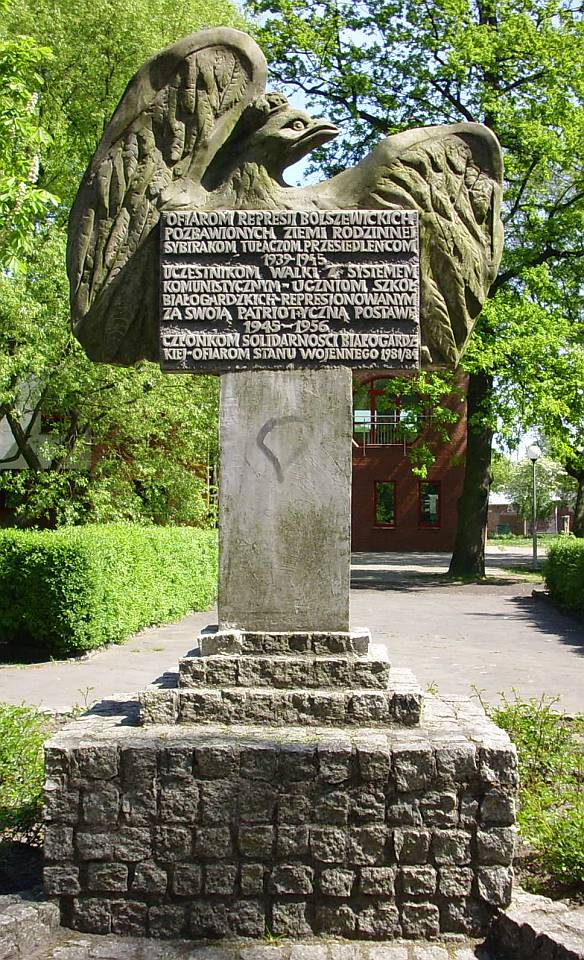
• Pomnik ku czci ofiar komunizmu
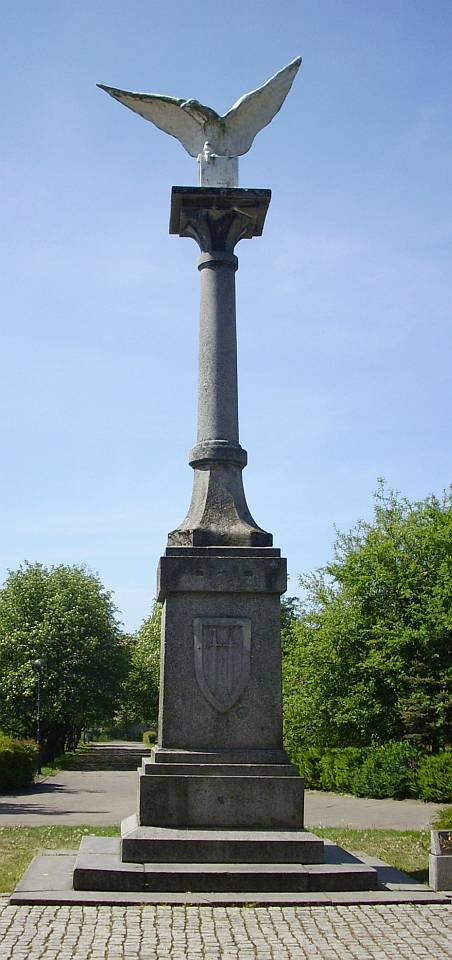
• Pomnik Orła Białego
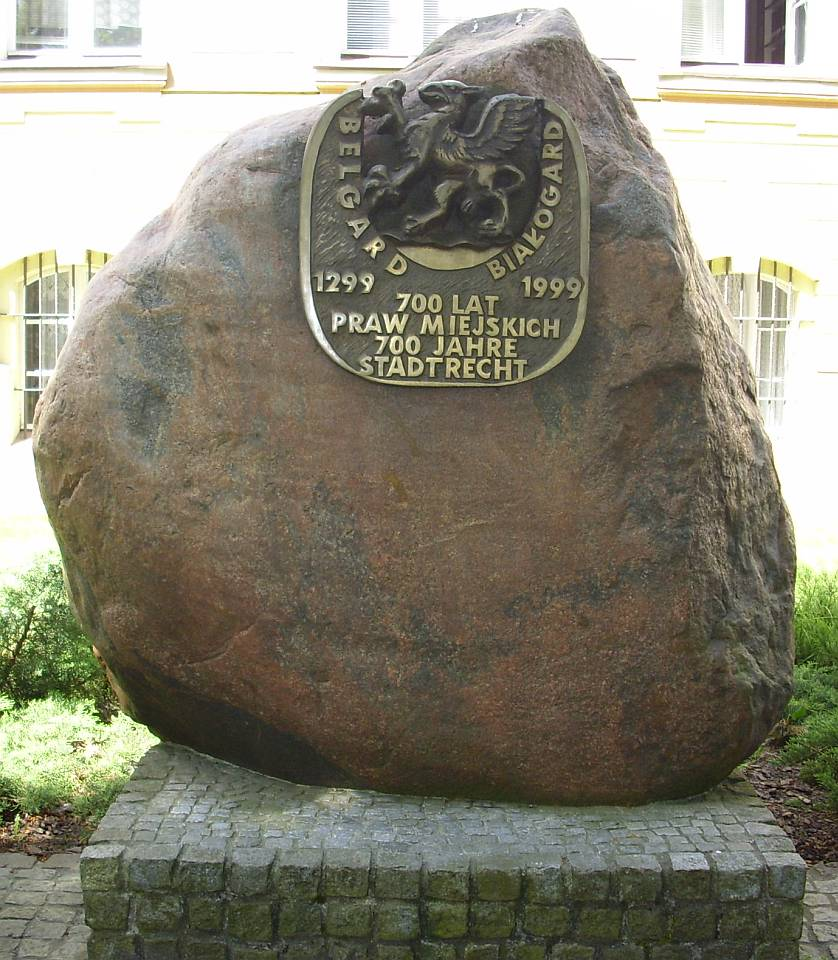
• Pomnik upamiętniający 700 lat praw miejskich
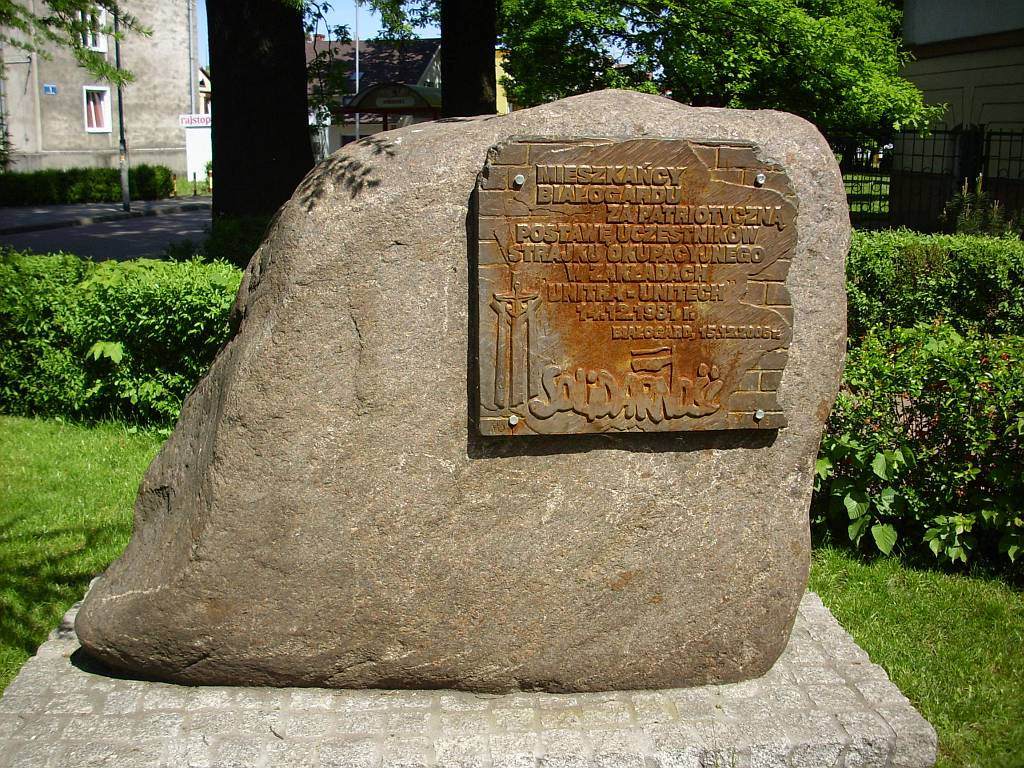
• Pomnik strajku w zakładach Unitra-Unitech.

- cmentarz żołnierzy radzieckich – cmentarz wojenny 763 oficerów i żołnierzy radzieckich 1. Frontu Białoruskiego, poległych podczas walk o Białogard w 1945 r. wraz z pomnikiem ku czci poległych żołnierzy z 1970 r.

## Demografia
Według danych z 31 grudnia 2011 r. miasto miało 24 450 mieszkańców. Według danych z 31 grudnia 2017 r. miasto miało 24 368 mieszkańców. Według danych z 1 stycznia 2020 Białogard liczył 24 146 mieszkańców.
Struktura demograficzna mieszkańców miasta Białogard 31 grudnia 2007:
| Opis                                | Ogółem | Ogółem | Kobiety | Kobiety | Mężczyźni | Mężczyźni |
| ----------------------------------- | ------ | ------ | ------- | ------- | --------- | --------- |
| Jednostka                           | osób   | %      | osób    | %       | osób      | %         |
| Populacja                           | 24 407 | 100    | 12 797  | 52,43   | 11 610    | 47,57     |
| Wiek przedprodukcyjny (0–17 lat)    | 4922   | 20,17  | 2412    | 9,88    | 2510      | 10,28     |
| Wiek produkcyjny (18–65 lat)        | 15 844 | 64,92  | 7783    | 31,89   | 8061      | 33,03     |
| Wiek poprodukcyjny (powyżej 65 lat) | 3641   | 14,92  | 2602    | 10,66   | 1039      | 4,26      |

Gminę miejską Białogard zamieszkuje 50,5% ludności całego powiatu. Na 1 km² przypada 948 osób – tym samym jest to gmina o największej gęstości zaludnienia w powiecie.

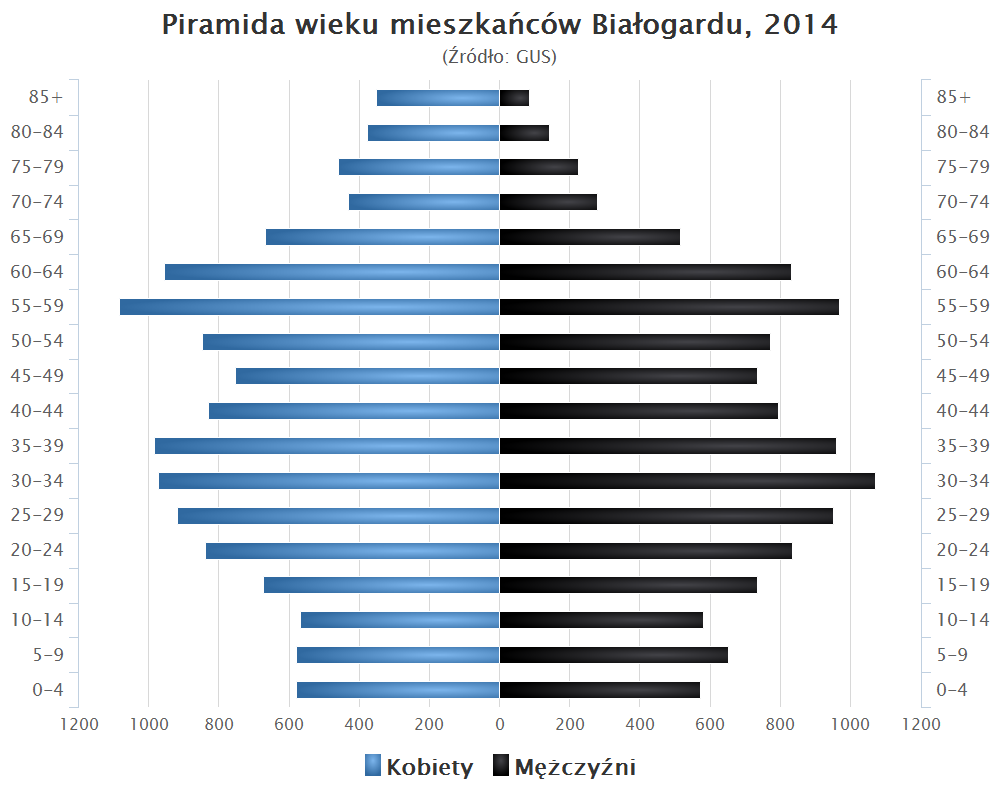
Piramida wieku mieszkańców Białogardu w 2014 roku

## Gospodarka
Na terenie Białogardu istnieje podstrefa Kostrzyńsko-Słubickiej Specjalnej Strefy Ekonomicznej obejmującą wyznaczone 2 kompleksy.
W III kwartale 2012 Białogard miał 1989 zarejestrowanych bezrobotnych
W 2016 wykonane wydatki budżetu gminy wynosiły 93,2 mln zł, a dochody budżetu 92,5 mln zł. Zobowiązania samorządu (dług publiczny) według stanu na koniec 2016 r. wynosiły 22 mln zł, co stanowiło 23,7% dochodów.
W Białogardzie znajduje się zakład produkcji płyt klejonych. Ponadto w mieście ma miejsce produkcja w sektorze zbóż i traw.
Kolejny zakład zbożowo-młynarski zajmuje się produkcją mąki pszennej i żytniej.
W mieście zlokalizowany jest szpital powiatowy z 6 oddziałami.

## Transport
Przez Białogard przebiega droga wojewódzka nr 163 oraz dawna droga wojewódzka nr 166, która pełni rolę obwodnicy wschodniej. Planowana jest budowa północnej obwodnicy miasta, która obciąży ulice Połczyńską oraz Kołobrzeską. W odległości 7 km przebiega droga wojewódzka nr 112 (dawniej droga krajowa nr 6).
W Białogardzie działa komunikacja autobusowa prowadzona przez ZKM Białogard oraz prywatne firmy przewozowe do okolicznych miejscowości. Komunikacja miejska w Białogardzie ruszyła 29 kwietnia 1975 roku, choć za oficjalną przyjmuje się datę 1 maja 1975 roku. Początkowo funkcjonowały dwie linie: Dworzec PKP - Połczyńska CPN oraz Os. Chopina - Kisielice Małe. W 1977 roku komunikacja miejska weszła w skład WPKM Koszalin, w strukturach którego była do 1991 roku. Od 1992 roku funkcjonuje jako gminny Zakład Usług Komunalnych (1992-1997), Zakład Komunikacji Miejskiej (1997-2002) i Zakład Komunikacji Miejskiej Sp. z o.o. (od 2002 r.). 
W ciągu wszystkich lat zmieniał się eksploatowany tabor. Początkowo były to Jelcze 272 Mex, następnie Autosany H9-35, a obecnie 4 szt. Iveco Daily 70C18 / Dekstra LF38 oraz 4 szt. Solarisy Urbino 10.5. Obsługiwane są 4 linie:
1: (Zakład BG P -) Zwinisław - Stamma - Połczyńska pętla
2: (Zakład BG P -) Zwinisław - Stamma - Os. Zwycięstwa
3: Stamma - Pękanino Cmentarz
4: Ustronie Miejskie / Pękanino Cmentarz - Połczyńska pętla.
Na stacji Białogard przecinają się dwie jednotorowe, zelektryfikowane linie kolejowe:
- nr 202 Gdańsk – Stargard
- nr 404 Szczecinek – Kołobrzeg.

Do lat 90. XX wieku Białogard był także stacją końcową dla dwóch linii kolejki wąskotorowej tzw. Białogardzka Kolej Dojazdowa, która obecnie nie funkcjonuje.

## Oświata
W Białogardzie znajduje się biblioteka publiczna przy ul. Grunwaldzkiej 46, która posiada trzy filie:
- Filia nr 1 – ul. Chopina 29
- Filia nr 2 – ul. Komara 25
- Filia nr 3 – Biblioteka Pedagogiczno-Naukowa – ul. Dworcowa 2.

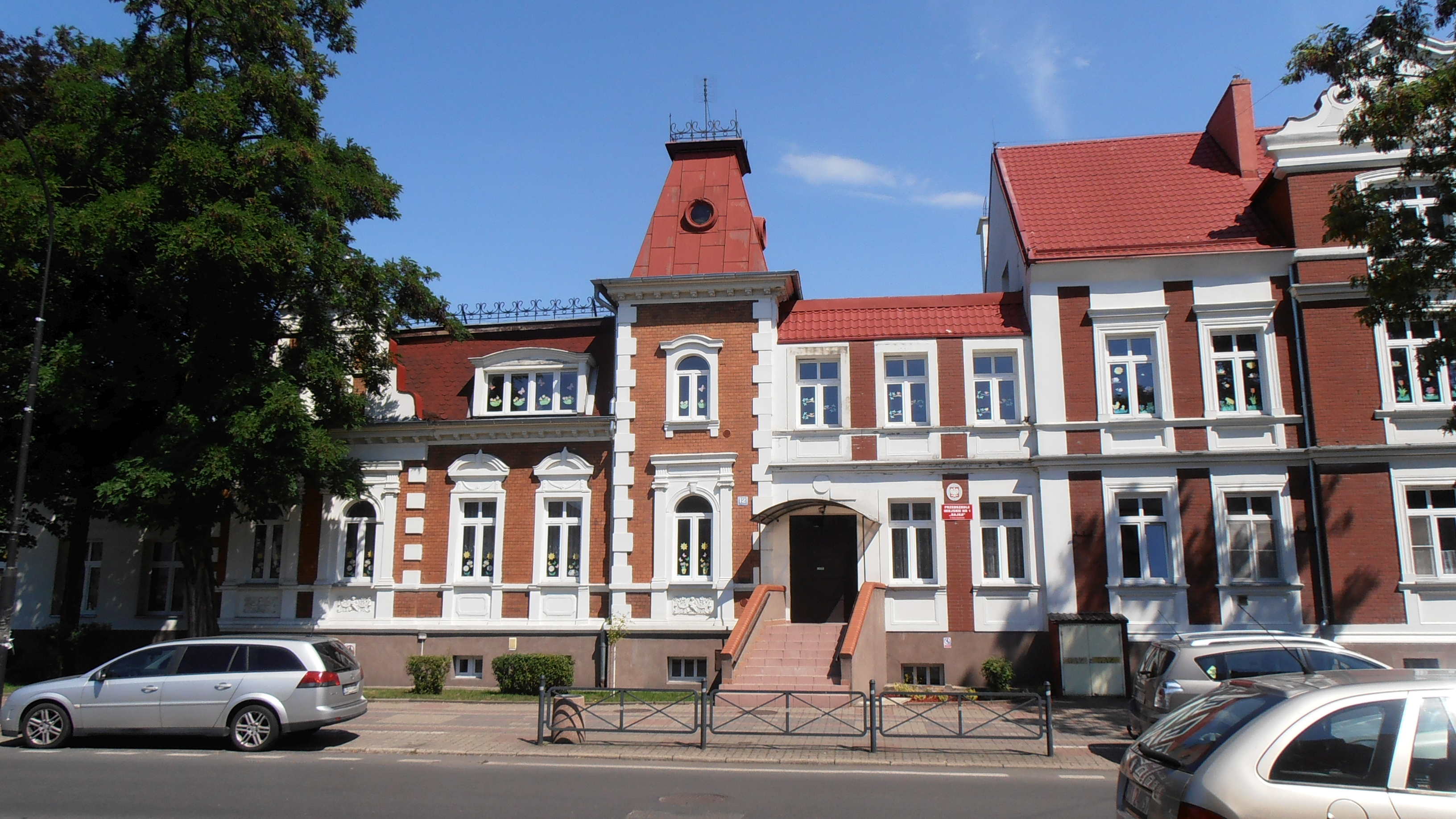
Przedszkole miejskie nr 1

Miasto posiada 3 przedszkola miejskie:
- Przedszkole miejskie nr 1 „Bajka” – ul. 1 Maja 12
- Przedszkole miejskie nr 2 „Słoneczne” – ul. Chopina 4A
- Przedszkole miejskie nr 3 „Niezapominajka” ul. Kochanowskiego 21.

Lista szkół publicznych działających w Białogardzie od września 2017:
- Szkoła Podstawowa nr 1 im. Marii Skłodowskiej-Curie – ul. Świdwińska 7
- Szkoła Podstawowa nr 3 im. Bolesława Krzywoustego – ul. Chopina 8
- Szkoła Podstawowa nr 4 im. Mikołaja Kopernika – ul. Grunwaldzka 53 i ul. Kościelna 1
- Szkoła Podstawowa nr 5 im. Władysława Broniewskiego – ul. Kołobrzeska 23
- Liceum Ogólnokształcące im. Bogusława X – ul. Grunwaldzka 46
- Zespół Szkół Ponadpodstawowych, w ramach którego działa Technikum i Zasadnicza Szkoła Zawodowa – ul. Wyszyńskiego 14
- Zespół Szkół Specjalnych, im. Jana Pawła II – ul. Zamoyskiego 3A
- Państwowa Szkoła Muzyczna I Stopnia. – ul. Dworcowa 4.

Lista szkół prywatnych działających w mieście:
- Prywatne Centrum Edukacyjne "Szkoły Sukces" (zespół szkół).

## Kultura
W październiku 2008 otwarto Centrum Kultury i Spotkań Europejskich, które organizuje różne imprezy kulturalne, np.: koncerty, przedstawienia teatralne. W CKiSE działają różne grupy artystyczne, m.in. Teatr Lalek Marko, Białogardzki Chór Kameralny Bel Canto i teatr Róż. W Białogardzie co roku odbywają się Międzynarodowe Dni Kultury Chrześcijańskiej.
Od roku 1969, rokrocznie w czerwcu, na przemian w Świdwinie i Białogardzie, odbywa się impreza rozrywkowa nawiązująca do wojny o krowę z 1469 roku.
Corocznie w lipcu lub sierpniu organizowane są Dni Białogardu – trwająca 2–3 dni impreza kulturalna, w czasie której występują polscy i zagraniczni artyści.
| Rok  | Artyści/Zespoły                                                    |
| ---- | ------------------------------------------------------------------ |
| 2001 | IRA                                                                |
| 2002 | Varius Manx, Blenders                                              |
| 2003 | Tomek Makowiecki Band                                              |
| 2004 | Andrzej Piaseczny                                                  |
| 2005 | Oddział Zamknięty, Lotyń, Trebunie-Tutki                           |
| 2006 | Ich Troje, Patrycja Markowska, Kukiz i Piersi                      |
| 2007 | Oddział Zamknięty, TSA, Shakin Dudi                                |
| 2008 | Video, Łzy, D-Bomb                                                 |
| 2009 | Ewa Farna, Pectus                                                  |
| 2010 | Lady Pank, Volver, Blenders, Manchester                            |
| 2011 | Brathanki, Kasia Kowalska                                          |
| 2012 | Ryszard Rynkowski, Extazy, Hormons                                 |
| 2013 | Mirami, Doda                                                       |
| 2014 | Kombi, Piękni i Młodzi, Basta, Varius Manx                         |
| 2015 | Feel, Ewelina Lisowska                                             |
| 2016 | Sarsa, De Mono, After Party, Pudzian Band                          |
| 2017 | Kayah, Mesajah, Weekend,                                           |
| 2018 | Sylwia Przybysz, Zakopower, Agata Sobocińska, Power Play, Markus P |
| 2019 | Łzy, Zespół VOLODJA                                                |
| 2020 | Kris Talisman                                                      |

## Sport
W kompleksie rekreacyjno-wypoczynkowym istnieje stosunkowo niedawno odnowiony stadion oraz klub sportowy z wieloma sekcjami. W lecie działają baseny miejskie.
- Atletyczny klub sportowy sekcja zapasy „AKS Białogard”
- Hala sportowa przy LO
- Klub Lekkoatletyczny „Iskra”
- Klub Piłkarski Iskra Białogard
- Klub Piłkarski „UKS Unia”
- Klub Piłkarski „Konsorcjum Białogard”
- Klub Sportowy Karate Kyokushin
- Kryta pływalnia BOSiR przy ul. Moniuszki 29
- Letnie baseny miejskie przy ul. Moniuszki 49
- Sekcja Karate Kyokushin
- Sekcja MMA, BJJ, zapasy, boks „AKS Grappling Białogard”
- Sekcja podnoszenia ciężarów
- Sekcja tenisa stołowego „UKS T-Tenis 2005”
- Stowarzyszenie Pływackie „Aqua” w Białogardzie
- UKS Herkules Białogard – zajęcia dla młodych koszykarzy i koszykarek

## Wspólnoty religijne

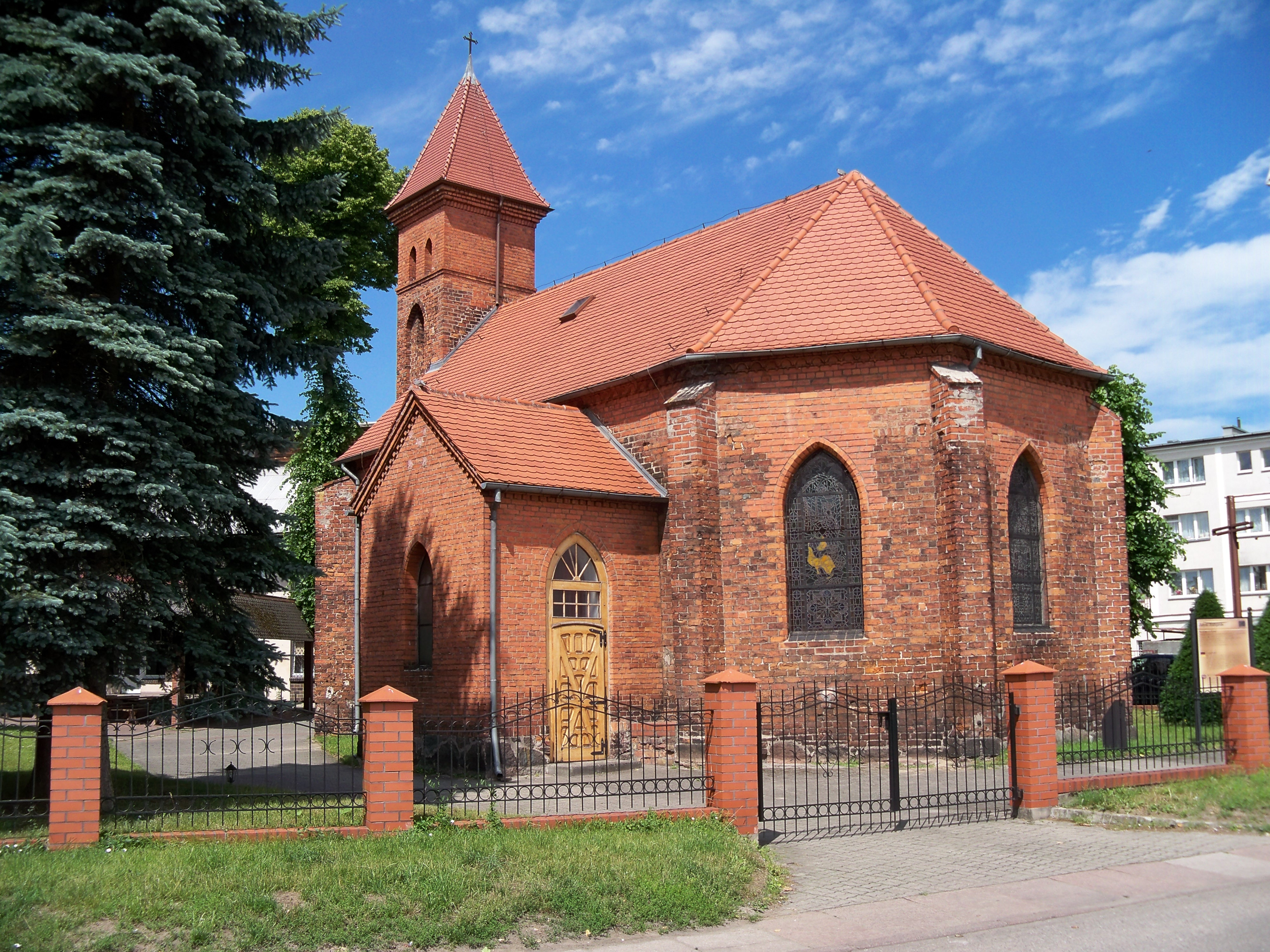
Kościół pw. św. Jerzego

Na terenie miasta działalność religijną prowadzą następujące Kościoły i wspólnoty wyznaniowe:

### Katolicyzm
- Kościół greckokatolicki:
  - parafia św. Jerzego, nabożeństwa prowadzone są w kościele rzymskokatolickim św. Jerzego[44]
- Kościół rzymskokatolicki (3 parafie należące do dekanatu Białogard diecezji koszalińsko-kołobrzeskiej):
  - parafia Najświętszego Serca Pana Jezusa[45]
  - parafia Narodzenia Najświętszej Maryi Panny[46]
  - parafia św. Jadwigi[47]

### Protestantyzm
- Ewangeliczny Związek Braterski w RP:
  - zbór w Białogardzie[48]
- Kościół Chrystusowy w RP:
  - Kościół Chrystusowy w Białogardzie[49]
- Kościół Ewangelicko-Augsburski w RP:
  - filiał parafii w Koszalinie[50]
- Kościół Wolnych Chrześcijan w RP:
  - zbór w Białogardzie[51]
- Kościół Zielonoświątkowy w RP:
  - zbór w Białogardzie[52]

### Irwingianizm
- Kościół Nowoapostolski w Polsce:
  - zbór w Białogardzie[53]

### Restoracjonizm
- Świadkowie Jehowy:
  - zbór Białogard (Sala Królestwa ul. Szpitalna 12)[54]
- Zrzeszenie Wolnych Badaczy Pisma Świętego:
  - zbór Białogard[55]

## Administracja

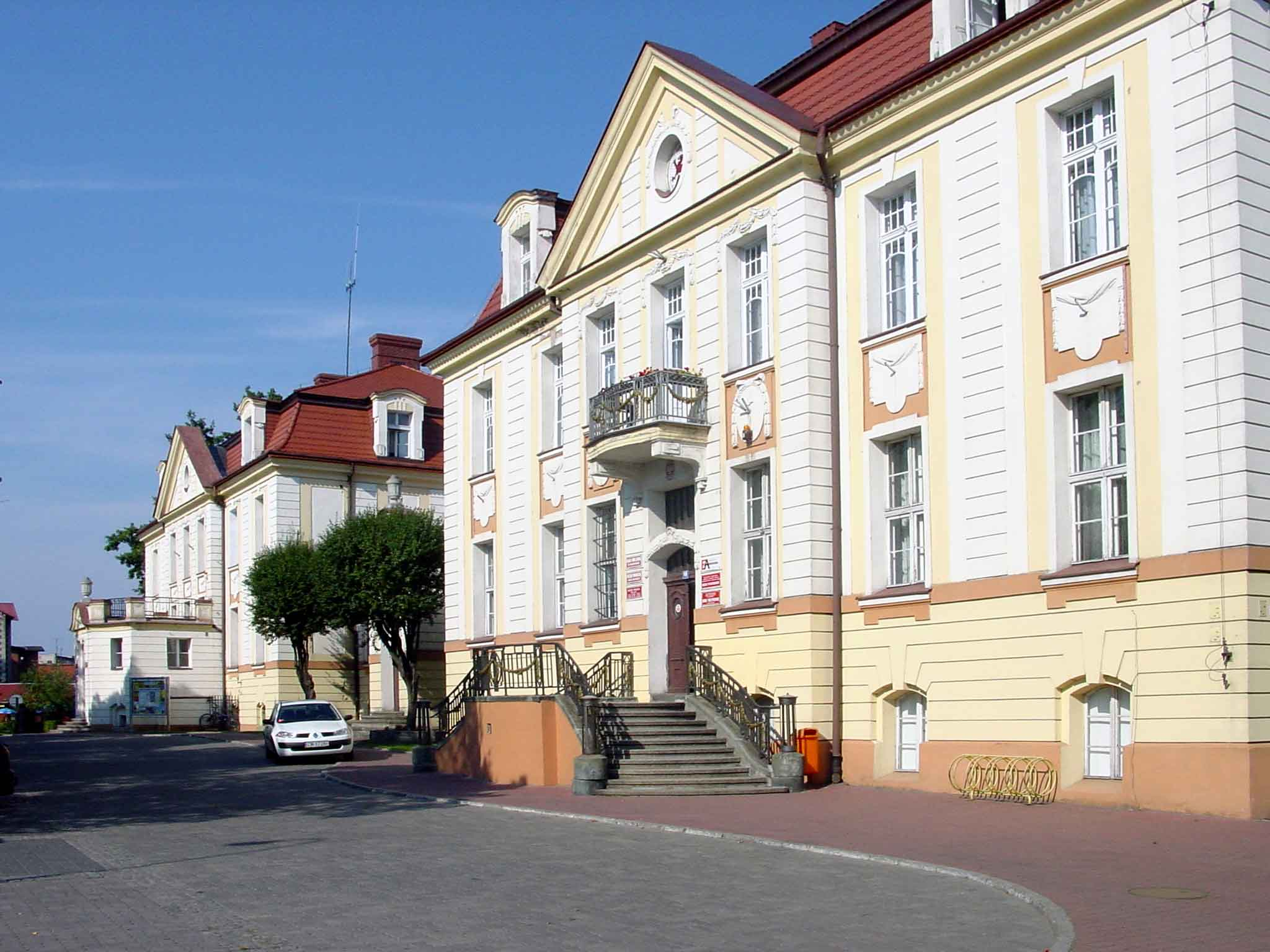
Siedziba władz miasta

Białogard ma status gminy miejskiej, miasto posiada 168 ulic. Mieszkańcy wybierają do Rady Miejskiej Białogardu 21 radnych. Organem wykonawczym władz jest burmistrz. Siedziba władz miasta znajduje się przy ul. 1 Maja.
Burmistrzowie Białogardu:
- 2002–2009 – Stefan Zdzisław Strzałkowski
- 2009–2010 – Zbigniew Raczewski
- 2010–2018 – Krzysztof Bagiński
- od 2018 – Emilia Bury

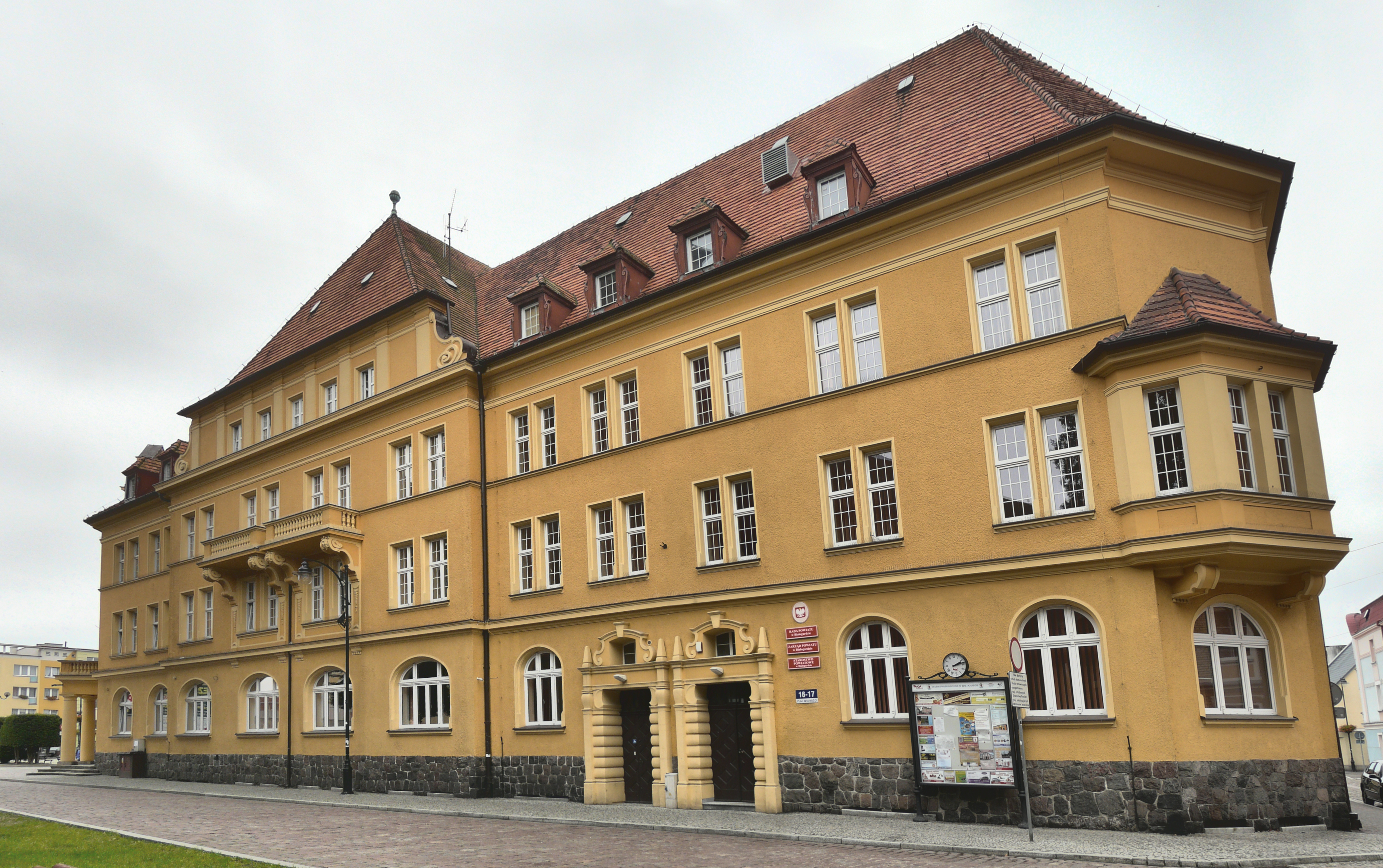
Nowy Ratusz, obecnie siedziba Starostwa Powiatowego

Miasto jest siedzibą władz powiatu białogardzkiego, a także władz wiejskiej gminy Białogard. W Białogardzie działa prokuratura rejonowa, znajduje się tu również sąd rejonowy.
Białogard jest członkiem Związku Miast Polskich i Nowej Hanzy. W 2005 miasto otrzymało Dyplom Europejski, a od 5 sierpnia 2007 posiada Flagę Europy.
Mieszkańcy Białogardu wybierają posłów z okręgu wyborczego nr 40, a posłów do Parlamentu Europejskiego z okręgu wyborczego nr 13.

### Współpraca międzynarodowa
Miasto ma umowy partnerskie z następującymi miastami i gminami:
- Aknīste, Łotwa – od 1999 r.
- Albano Laziale, Włochy – od 2 grudnia 2004 r.
- Binz, Niemcy – od sierpnia 2002 r.
- Caracal, Rumunia – od 4 sierpnia 2007 r.
- Gnosjö, Szwecja – od 28 marca 2003 r.
- Maardu, Estonia – od 4 sierpnia 2004 r.
- Montana, Bułgaria – od 20 września 2014 r.
- Olen, Belgia – od 12 listopada 2004 r.
- Teterow, Niemcy – od 1970 r.

## Osoby

### urodzone w Białogardzie
- Zbigniew Baranowski (ur. 1991) – olimpijczyk z Rio de Janeiro w zapasach w stylu wolnym
- Dariusz Białkowski (ur. 1970) – polski kajakarz, dwukrotny brązowy medalista olimpijski
- Jerzy Borowczak (ur. 1957) – polityk i działacz związkowy, poseł na Sejm III oraz od VI do IX kadencji
- Otto Busse (1867–1922) – patolog
- Anna Chitro (ur. 1956) – polska aktorka teatralna i filmowa
- Maximilian Grävell (1781–1860) – prawnik
- Ludwig Ferdinand Hesse (1795–1876) – architekt
- Lech M. Jakób (ur. 1953) – pisarz
- Anna Maria Komorowska(inne języki) (ur. 1946) – polska hrabianka, matka Matyldy d’Udekem d’Acoz, żony Filipa I Koburga, króla Belgów
- Jacek Kosmalski (ur. 1976) – polski piłkarz grający w Polonii Warszawa
- Aleksander Kwaśniewski (ur. 1954) – prezydent Rzeczypospolitej Polskiej w latach 1995–2005
- Christian Lis (ur. 1973) – polski ekonomista, dr hab. nauk ekonomicznych, profesor nadzwyczajny Instytutu Ekonomii i Finansów Uniwersytetu Szczecińskiego.
- Ewald von Massow (1869–1942) – niemiecki generał
- Hans Martin Schaller (1923–2005) – niemiecki historyk
- Damian Skoczyk (ur. 1995) – polski piosenkarz
- Marcin Franc (ur. 1992) – polski aktor musicalowy, filmowy, telewizyjny, dubbingowy i wokalista.
- Dariusz Szubert (ur. 1970) – polski piłkarz, srebrny medalista olimpijski z 1992
- Joachim Utech (1889–1960) – rzeźbiarz
- Andrzej Wasilewicz (1951–2016) – polski aktor Teatru Powszechnego w Warszawie

### związane z miastem
- Czesław Berka (1925–1988) – ksiądz rzymskokatolicki, kanonik kapituły koszalińsko-kołobrzeskiej; pełnił posługę i zginął w Białogardzie
- Erika Fuchs (1906–2005) – tłumaczka; mieszkała w Białogardzie
- Josquinus ab Holtzen (?–1657) – kompozytor, kantor białogardzki
- Marcin Jurecki (1976–2008) – polski zapaśnik, wielokrotny reprezentant Polski w stylu wolnym; mieszkał w Białogardzie
- Leon Mroczkiewicz (1900–1971) – profesor, leśnik; mieszkał w Białogardzie
- Czesław Niemen (1939–2004) – kompozytor, multiinstrumentalista, piosenkarz i autor tekstów piosenek; w młodości mieszkał w Białogardzie